# سفر العدد
سفر العدد (اليونانية القديمة Ἀριθμοί، أريثموي، معناها 'الأعداد'؛ (بالعبرية: בְּמִדְבַּר)، باميدبار، معناها "في البرية؛ (باللاتينية: Liber Numeri)‏) هو رابع أسفار الكتاب المقدس العبري ورابع أسفار موسى الخمسة. للسفر تاريخ طويل ومُعقّد؛ يُرجّح أنه وصل إلى هيئته النهائية نتيجة تنقيح كهنوتي لنص من المصدر اليهوي في وقت ما خلال الفترة الفارسية (القرن الخامس قبل الميلاد). جاء اسم السفر نتيجة لذكر أعداد الأسباط في التعدادين اللذان أُجريا عليهم.
يعد سفر العدد أحد أفضل أسفار موسى الخمسة حفظًا. احتوت مخطوطات كتف هنوم التي ترجع إلى أواخر القرن السابع قبل الميلاد أو أوائل القرن السادس قبل الميلاد على آيات من سفر العدد، وهي بذلك أقدم القطع الأثرية المعروفة التي عُثر فيها على نص من الكتاب المقدس العبري.
يبدأ سفر العدد عند جبل سيناء، حيث تلقّى بنو إسرائيل شرائعهم وعهدهم من الإله الذي أقام بينهم في خيمة الاجتماع. كانت مهمتهم التالية هي الاستيلاء على أرض الميعاد. أُجري إحصاء للشعب، واستعدّوا لاستئناف مسيرتهم. بدأ بنو إسرائيل الرحلة، لكنهم شكوا من الصعوبات على طول الطريق ومن سلطة موسى وهارون. وحين وصلوا إلى حدود أرض كنعان، أرسلوا اثني عشر جاسوسًا [الإنجليزية] إلى هناك. عند سماع تقرير الجواسيس المخيف بشأن الأوضاع في أرض كنعان،(العدد 13: 31-33) رفض بنو إسرائيل الاستيلاء عليها، فحكم عليهم الإله بالموت في البرية حتى يكبر جيل جديد ويقوم بالمهمة. علاوة على ذلك، تمرّد بعضهم على موسى، وبسبب هذه الأفعال أهلك الإله ما يقرب من 15,000 منهم بوسائل مختلفة. ينتهي السفر بجيل جديد من بني إسرائيل في سهول موآب جاهز لعبور الأردن.
يروي سفر العدد ذروة أحداث قصة خروج بني إسرائيل من الظلم في مصر، ورحلتهم للاستيلاء على الأرض التي وعد بها الإله آباءهم، وهو بذلك يواصل المواضيع التي قُدّمت في سفر التكوين، وتناولها سفري الخروج واللاويين من وعد الإله لبني إسرائيل بأنهم سيصبحون أمة عظيمة (أي كثيرة)، وأنهم ستكون لهم علاقة خاصة معه، وأنهم سيرثون أرض كنعان. يُظهر سفر العدد أيضًا أهمية القداسة والأيمان والثقة، فبالرغم من حضور الإله وكهنته، يفتقر بنو إسرائيل إلى الإيمان، وتُوكل مهمة غزو وامتلاك الأرض إلى جيل جديد.

## البنية
يُقسّم العلماء عادةً سفر العدد إلى ثلاثة أقسام وفقًا لمواقع الأحداث (جبل سيناء وقادش برنيع وسهول موآب)، يربط بين هذه الأقسام الثلاثة فقرتين عن الترحال بينهم؛ أو يُنظر إلى السفر أنه يتمحور حول الجيلين الأول الذي حُكم عليهم بالموت في البرية، والثاني الذي سيدخل أرض كنعان، لتوضيح الأثر الديني لعصيان الجيل الأول وطاعة الجيل الثاني.

## الملخص

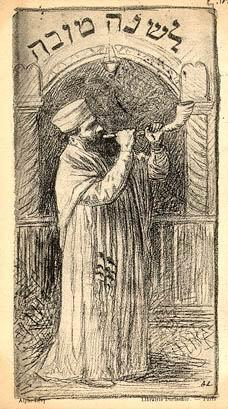
حاخام يهودي ينفخ في البوق التقليدي المسمى شوفار، وقد ورد تشريعه في سفر العدد.

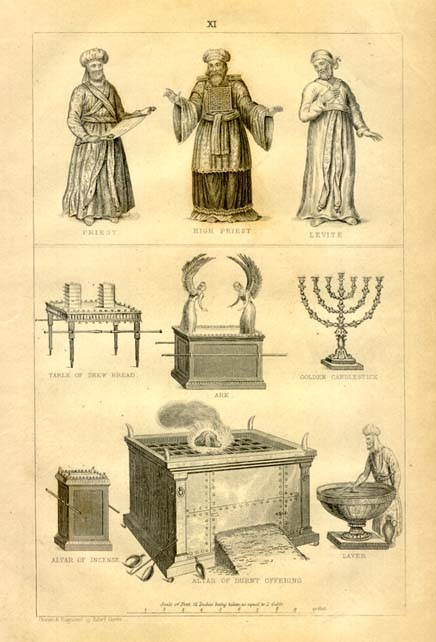
كاهن ولاوي وهيئة خيمة الاجتماع.

أمر الإله موسى في برية سيناء بأن يُحصي القادرين على حمل السلاح من الرجال من عشرين سنة فما فوق، وأن يُقيم رؤساء لكل سبط. نتج عن الإحصاء وجود 603,550 إسرائيليًا مؤهلين للخدمة العسكرية، ولم يشمل الإحصاء سبط لاوي لأنهم مُعافون من الخدمة العسكرية. كرّس موسى اللاويين لخدمة خيمة الاجتماع، وهم ينقسمون إلى ثلاث عشائر الجرشونيين والقهاتيين والمراريين، ولكل منها رئيس. كان على رأس القهاتيين أليعازر بن هارون، وعلى رأس الجرشونيين والمراريين إيثامار الابن الآخر لهارون. بعد التعداد، استُئنفت المسيرة إلى أرض الميعاد.
بعد خروج بنو إسرائيل من سيناء، تذمّر بنو إسرائيل على الإله الذي عاقبهم على ذلك بالنار؛ شكى موسى من عنادهم، فأمره الإله أن يختار سبعين شيخًا لمساعدته في حكم الشعب. تكلّم مريم وهارون مع موسى في حضيروت في مسألة امرأته الكوشية، مما أغضب الإله الذي عاقب مريم بالجذام، وأن تُترك خارج المعسكر لمدة سبعة أيام بعدها يتقدم الإسرائيليون إلى صحراء فاران على حدود أرض كنعان. أرسل موسى اثني عشر جاسوسًا ليتجسسوا على أرض كنعان. ذكر يوشع وكالب وهما اثنان من الجواسيس، أن الأرض وفيرة الخيرات و"تفيض لبنًا وعسلًا"، لكن الجواسيس الآخرين قالوا أن العماليق يسكنونها، فرفض بنو إسرائيل دخول أرض كنعان. فأمر يهوه بمعاقبة بني إسرائيل لافتقادهم للإيمان بالتيه في البرية لمدة 40 سنة. عارض قورح وآخرون سلطة موسى وهارون، فأهلكهم الإله؛ تذمر بنو إسرائيل على موسى وهارون بسبب هلاك رجال قورح، فأصابهم وباء، وهلك منهم 14,700. ثم أعلن الإله أن هارون وعائلته مسؤولون عن خيمة الاجتماع المقدسة، وعُيّن اللاويين مرة أخرى للمساعدة في حفظ خيمة الاجتماع. كما أُمر اللاويون أن يُسلّموا للكهنة جزءًا من العشور.
ماتت مريم في قادش برنيع، وانطلق بنو إسرائيل نحو مملكة موآب على الحدود الشرقية لأرض كنعان. لام بنو إسرائيل موسى على نقص الماء، فأمر الإله موسى أن يأمر صخرة بأن تُفجّر ماءًا، لكن موسى لم يُطع الأمر في البداية، فعاقبه الإله بأنه لن يدخل أرض كنعان. رفض ملك أدوم أن يسمح لهم بالمرور في أرضه، فالتفوا حولها. ومات هارون في جبل هور. يُلدغ شعب بني إسرائيل من حيّات مُحرقة لمعارضتهم الإله وموسى، فيأمر الإله موسى بصنع حية نحاسية يضعها على راية لدرء هذه الحيات. ثم يصل بنو إسرائيلي إلى سهول موآب، ويعبرون نهر الأردن عند أريحا. وهناك، يجد بنو إسرائيل أنفسهم في صراع مع الأموريين وعوج ملك باشان، لكن بنو إسرائيل هزموهما. قرر بالاق ملك موآب محاربة بني إسرائيل أيضًا، واستدعى عرافًا محليًا يُدعى بلعام ليلعن بني إسرائيل. ومع ذلك، أمر الإله بلعام ألا يلعنهم، وعندما حاول بلعام السفر إلى بالاق مع قادة من موآب، أرسل الإله ملاكًا ليوقف حماره. وبدلًا من لعن بني إسرائيل، باركهم بلعام، وتنبأ بشخصية عرّفها على أنها "كوكب من يعقوب" التي سيهزم أعداء بني إسرائيل. أغضب ذلك بالاق، لكن بلعام يخبره أنه لا يستطيع أن يقول أي شيء سوى ما يأمره به الإله. مع استطالة مُقام بنو إسرائيل في سهول شطيم، تزاوجوا مع الموآبيين، وبدأوا يعبدون إله يعرف باسم "بعل فغور". فأرسل الإله الطاعون انتقاما، وطلب موسى من القضاة [الإنجليزية] أن يقتلوا أي شخص يشارك في هذه الممارسة. عندما اكتشف فينحاس، أحد أحفاد هارون، أن أحد رؤساء سبط شمعون يُدعى زمري تزوج من امرأة مديانية تُدعى "كزبي"، دخل خيمتهم وأنفذ رمحًا مر من خلالهما، فكافئه الإله بأن منح نسله كهنوتًا أبديًا. كما طلب الإله من بني إسرائيل أن يعتبروا المديانيين أعداء لهم.
أجري إحصاء جديد عدّ من الرجال من عشرين سنة فما فوق 601,730 رجل، وعدد اللاويين من عمر شهر واحد فما فوق 23,000. ستُقسّم الأرض بالقرعة، ويكون لبنات صلفحاد الذي لم يكن له بنون نصيب في القرعة؛ وأمر الإله موسى بتعيين يشوع خليفةً له. يصف السفر بعد ذلك الاحتفال بالأعياد والقرابين الخاصة بالمناسبات المختلفة. ثم يأمر موسى بني إسرائيل بقتل شعب مديان انتقاما لحادثة بعل فغور. وعلى وجه التحديد، يُقتل جميع الرجال والأبناء والنساء الذين لسن أبكارًا، ويُترك العذراوات والفتيات ليكُنّ سبايا لمقاتلي بني إسرائيل. بعد ذلك، يطلب الرأوبينيون والجاديون من موسى أن يُخصّص لهم الأرض الواقعة شرق الأردن. يوافق موسى على طلبهم بعد أن وعدوا بالمساعدة في غزو الأرض الواقعة غرب نهر الأردن. فقُسّمت الأرض الواقعة شرقي الأردن بين سبطي رأوبين وجاد ونصف سبط منسى.

## التأليف
بحسب المعتقد اليهودي المسيحي، يُنسب تأليف سفر العدد كسائر الأسفار الخمسة الأولى من التناخ والعهد القديم إلى موسى، حيث يعتقد غالبية العلماء الكتابيين المعاصرين أن التوراة وصلت إلى شكلها الحالي في فترة ما بعد السبي (أي بعد سنة 520 ق.م.)، بعد تعديل نص كان وجود مسبقًا استنادًا على روايات شفهية وحقائق جغرافية وسياسية وقتئذ. توصف عادةً الأسفار الخمسة بأنها مستمدة من أربعة مصادر، يُنظر إليها عمومًا على أنها أعمال لمدارس وليس لأفراد، وهي اليهوي والإلوهيمي (كثيرًا ما يُتعامل معهما كمصدر واحد)، والكهنوتي والتثنوي. هناك خلاف مستمر حول أصول المصادر غير الكهنوتية، ولكن من المتفق عليه بشكل عام أن المصدر الكهنوتي كُتب في مرحلة ما بعد السبي. فيما يلي الخطوط العريضة لهذه الفرضية:
- سفر التكوين يتكوّن من مواد كهنوتية وغير كهنوتية.[12]
- سفر الخروج كُتب من خلال نصوص مختارة على مدار جميع فترات تاريخ بني إسرائيل تقريبًا.[13]
- سفر اللاويين بكامله من المصدر الكهنوتي، ويعود تاريخه إلى فترة السبي/ما بعد السبي.[14]
- سفر العدد هو تنقيح كهنوتي (أي تحرير) لأصل غير كهنوتي.[2]
- سفر التثنية وهو آخر أسفار التوراة، بدأ كمجموعة من الشرائع الدينية التي تشكل الجزء الأكبر من السفر، التي يُعتقد أنها وُسّعت في الجزء الأول من القرن السادس قبل الميلاد لتكون بمثابة مقدمة للتاريخ التثنوي (الذي يشمل الأسفار من سفر يشوع إلى أسفار الملوك)، وبعد ذلك تم توسيعه وتحريره مجددًا ثم أٌلحق بالتوراة.[15]

ومع ذلك، تشير مخطوطات كتف هنوم إلى وجود نص مكتوب قبل السبي للأصحاح السادس من سفر العدد والأصحاح السابع من سفر التثنية.

## السمات
حدّد ديفيد كلاينز في كتابه المؤثر "موضوعات أسفار موسى الخمسة" (1978م)، الموضوع الرئيسي للأسفار الخمسة على أنه التحقيق الجزئي للوعد الذي قطعه الإله للآباء إبراهيم وإسحاق ويعقوب. يتألف الوعد من ثلاثة عناصر: النسل (قيل لإبراهيم أن نسله سيكون كالنجوم لا يعد ولا يحصى)، والعلاقة بين الإله والبشر (يجب أن يكون بنو إسرائيل شعب الإله المختار)، والأرض (أرض كنعان). يُعبّر عن العلاقة الإلهية-البشرية، من خلال سلسلة من العهود (اتفاقيات ملزمة قانونًا) امتدت من سفر التكوين إلى سفر التثنية وما بعده. العهد الأول بين الإله ونوح بعد الطوفان مباشرة، والذي وافق فيه الإله على أل يدمّر الأرض بالماء مرة أخرى؛ والعهد الثاني بين الإله وإبراهيم؛ والعهد الثالث بين الإله وكل بني إسرائيل عند جبل سيناء. في العهد الثالث، على عكس العهدين الأولين، يُسلّم الإله مجموعة مفصلة من الشرائع (الموزّعة في نصوص أسفار الخروج واللاويين والعدد)، والتي يجب على بني إسرائيل مراعاتها؛ وعليهم أيضًا أن يظلوا مخلصين ليهوه إله إسرائيل، وهذا يعني، أن يضعوا ثقتهم في مساعدته. من بين الأسباب التي كانت سببًا لمنح بني إسرائيل الشريعة، هو اختيارهم من قِبل يهوه ليكون شعبًا له. كانت قوانين وتعليمات الشريعة تتعلق بالهوية بقدر ما كانت تتعلق بالطاعة. أكّد يهوه من خلالها أن بني إسرائيل شعبه وسيحمل هويته.:246
يمثل موضوع إحصاء النسل الحدث الأول في سفر العدد، حيث أُحصي من رجال بني إسرائيل القادرين على القتال أكثر من 600,000، مما يوضّح تحقيق الإله لوعده لإبراهيم بنسل لا يحصى، كما أنه بمثابة ضمان من الإله للنصر في أرض كنعان. خلال الأصحاحات 1-10، يظهر موضوع حضرة الإله مع إسرائيل من خلال وصف كيفية تنظيم معسكر بني إسرائيل، ووضع خيمة المجتمع في وسطه تحت رعاية اللاويين والكهنة استعدادًا لفتح الأرض. انطلق بنو إسرائيل بعد ذلك لاحتلال الأرض، لكنهم رفضوا على الفور تقريبًا دخولها، فعاقب يهوه الجيل الذي غادر مصر بأكمله بأنه سيموت في البرية بسبب خطيئة عدم أمانتهم. في النهاية، يتّبع جيل جديد من بني إسرائيل تعليمات يهوه التي أعطاها لموسى، ونجحوا في كل محاولاتهم. اهتمت الأصحاحات الخمسة الأخيرة بالأرض، فقدّمت تعليمات بإبادة الكنعانيين، وترسيم حدود الأرض، وكيفية تقسيم الأرض، وتحديد المدن المقدسة للاويين و"مدن الملجأ"، ومشكلة تلوث الأرض بالدم، وأحكام الميراث في حالة عدم وجود وريث ذكر.
يُظهر جزء كبير من سفر العدد المعنى الديني لما أقدم عليه بنو إسرائيل من تمرد أمام ما قداسة الإله. كما يُظهر تعدادا جيلي بني إسرائيل، حفاظ الإله على وعده بإكثارهم رغم تمرد بني إسرائيل.:247

### أعداد الإحصاء
يتناول سفر العدد بشيء من التفصيل أعداد المقاتلين من بني إسرائيل، فيقدم رقمًا يقارب 600 ألف جندي. وهذا من شأنه أن يترجم إلى إجمالي عدد السكان بين 1.5- 2.5 مليون. ومع ذلك، حاول العلماء إيجاد تفسيرات مختلفة لهذا العدد الكبير الذي لا يتوافق مع المعلومات التاريخية الحديثة حول تلك الفترة أو الأدلة الأثرية. يرى بعض العلماء أن سفر العدد غير تاريخي، وأن الأرقام المقدمة إما مبالغ فيها إلى حد كبير أو ببساطة مُلفّقة، وفضّلوا اعتباره كتابًا دينيًا لا تاريخيًا.
من ناحية أخرى، يعتقد بعض العلماء الكتاببين أن الأدبيات لا تشير إلى العدد الفعلي، وأن كلمة "ألف" تشير في الواقع إلى اسم يدل على مجموعة أو عشيرة. إلا أن هذا التفسير يطرح مشكلة، لأنه يُقوّض صحة النص، بافتراضه سوء فهم وسوء نقل نص جميع قوائم التعداد الخاصة بسفري الخروج والعدد (ناهيك عن النصوص الأخرى)، مما نتج عنه العديد من التناقضات في سفر العدد التي لا يمكن حلها. يعتقد معظم العلماء الذين يؤيدون هذا الرأي أن أعداد المقاتلين كانت أقل بكثير، ربما نحو 20,000 مقاتل. ترجّح نظرية أخرى وجود خطأ في النقل، حيث أن النصوص الكتابية غالبًا ما تفسد بمجرد إضافة الأصفار إلى الأرقام، على الرغم من أن عيب هذه النظرية هو أن الخطأ في الأصفار قد يحدث بسهولة فقط عندما يتم النقل من أرقام إلى أرقام، وليس إلى كلمات، وهناك أدلة قليلة أو معدومة على أن الأرقام استُخدمت في النصوص الكتابية خلال الفترة التوراتية. استنادًا إلى طبيعة السفر والحسابات العديدة التي أحصت الضرائب وسجلات الحيوانات والأشخاص، فمن المرجح أن سفر العدد يشير إلى حساب فعلي للإحصاء العددي لشعب بني إسرائيل. التفسير الأكثر ترجيحًا للأعداد الكبيرة المذكورة في السفر هو أن المقاييس الرقمية الفعلية لا يمكن تحديدها اليوم. وهذا يتطلب منا أن نأخذ القيم المعطاة كما هي، حيث أن أي بديل آخر يثير مشاكل أكثر من الحلول.:246 في تعليقه على سفر العدد، أقر جان كالفن أنه حتى بين معاصريه، كان هناك "بعض المُشكّكين" في صحة الأعداد، لكن بدافع عصمة النص فُسّر ذلك بأنه من "عمل الإله" الإعجازي.
وفقًا لتحليل تيموثي أشلي:

## مواقع خارجية
- نص سفر العدد.
- تفسير سفر العدد من منتديات الكنيسة.

| سبقه سفر اللاويين | العهد القديم | تبعه سفر التثنية |